# أحمد صبور
أحمد حسين فايق صبور (مواليد القاهرة - 28 مارس 1964 م)، هو مهندس، رجل أعمال، سياسي مصري وأحد أعضاء مجلس الشيوخ المصري منذ عام 2020 وأمين سر لجنة الإسكان والنقل والإدارة المحلية، قام بتطوير العديد من المشروعات بشرق وغرب القاهرة والساحل الشمالي والعين السخنة وشرم الشيخ. يشغل حالياً منصب رئيس مجلس الإدارة والعضو المنتدب لشركة الأهلي صبور للتطوير العقاري.

## حياته المبكرة
ولد أحمد صبور في مصر ووالده هو المهندس الاستشاري الراحل حسين صبور رئيس مجلس إدارة شركة الأهلي صبور للتطوير العقاري السابق. والدته هي السيدة نجوى القوصي والتي تشغل المدير العام للمكتب الاستشاري حسين صبور. اختار صبور الدراسة في الولايات المتحدة الأمريكية وتخرج من جامعة جنوب كاليفورنيا في عام 1987 م في تخصص الهندسة المدنية.

## مسيرته
شغل أحمد صبور خلال مسيرته العديد من المناصب التنفيذية كرئيس مجلس إدارة وشريك مؤسس وعضو منتدب وعضو مجلس الإدارة في العديد من الشركات ذات رأس المال المتعدد الملايين، منها شركة الأهلي صبور للتطوير العقاري والشركات التابعة لها، بالإضافة إلى شركة المهندسون للتنمية والتعمير. في عام 1989 م أصبح شريكاً مؤسساً وعضواً منتدباً في شركة المهندسون للتنمية والتعمير برأس مال مدفوع قدره 17 مليون جنيه مصري في ذلك الوقت. وبعد بضع سنوات، أصبح شريكاً مؤسساً وعضواً منتدباً في شركة الأهلي صبور للتطوير العقاري بالشراكة مع البنك الأهلي المصري برأس مال مدفوع قدر 62.5 ألف جنيه مصري في عام 1994م. في عام 2000م، أصبح صبور نائب رئيس مجلس الإدارة لشركة الأهلي صبور للتطوير العقاري ويشغل حاليًا منصب رئيس مجلس الإدارة والعضو المنتدب للشركة.
وفي عام 2007، أسس صبور شركة (LMD) العقارية، وهي شركة مصرية متخصصة في تطوير المشاريع العقارية. يشغل صبور حاليًا منصب رئيس مجلس إدارة الشركة، وتمتلك الشركة مجموعة من المشاريع داخل مصر وخارجها.
في عام 2024، صنفت مجلة فوربس الشرق الأوسط أحمد صبور ضمن قائمة القادة الأكثر تأثيراً في مجال التطوير العقاري في الشرق الأوسط. كما حاز المهندس أحمد صبور، رئيس مجلس الإدارة والعضو المنتدب للشركة، على جائزة "أكثر القادة العقاريين تأثيراً في مصر 2024" من جوائز مجلة الأعمال الدولية (International Business Magazine).
كما يشارك صبور كعضو في عدة منظمات، من بينها الجمعية الأمريكية للمهندسين المدنيين (ASCE) وغرفة التجارة الأمريكية في مصر (AmCham)، كما شارك كعضو مجلس إدارة جمعية رجال الأعمال المصريين (EBA) وهي منصة لتعزيز العلاقات التجارية والاقتصادية داخل مصر. بالإضافة إلى شراكته مع مؤسسات محلية ودولية، منها معهد السياسات الاجتماعية والاقتصادية في الشرق الأوسط بجامعة هارفارد ومؤسسة القيادات العربية الشابة (YAL).
في عام 2000 شارك أحمد صبور في تأسيس الجمعية المصرية لشباب الأعمال (EJB)، وساهم في خلق بيئة أعمال مستدامة، وتوفير أكثر من 270,000 فرصة عمل لشباب مصر، وتولى رئاسة الجمعية في 2008.

## العمل السياسي
أعلن صبور عن استعداده لخوض انتخابات مجلس الشيوخ المصري المنعقدة في عام 2020، وقام بأداء اليمين الدستورية خلال الجلسة الافتتاحية للمجلس التي عقدت في 18 أكتوبر 2020. ويشغل أيضاً منصب أمين سر لجنة الإسكان والنقل والإدارة المحلية ضمن هيئة مكتب اللجان النوعية بمجلس الشيوخ المصري.

## عائلته
أحمد صبور متزوج ولديه 6 أبناء هم: حسين وعلي ومريم ونجوى وتالين وديالا.